# Stödten
Stödten ist ein Ortsteil der Stadt Sömmerda im thüringischen Landkreis Sömmerda. Der Ort wurde 1994 zur Kreisstadt eingemeindet.

## Lage
Der Ortsteil Stödten befindet sich fünf Kilometer (Luftlinie) nordöstlich der Kernstadt Sömmerda. Die höchste Erhebung ist der Stödtner Hügel (147,8 m ü. NHN).

## Geschichte
1128 wurde der Ort urkundlich erstmals erwähnt.
Der Ort gehörte bis 1815 zum kursächsischen Amt Eckartsberga. Durch die Beschlüsse des Wiener Kongresses kam er zu Preußen und wurde 1816 dem Landkreis Eckartsberga im Regierungsbezirk Merseburg der Provinz Sachsen zugeteilt, zu dem er bis 1944 gehörte.

## Sehenswürdigkeiten

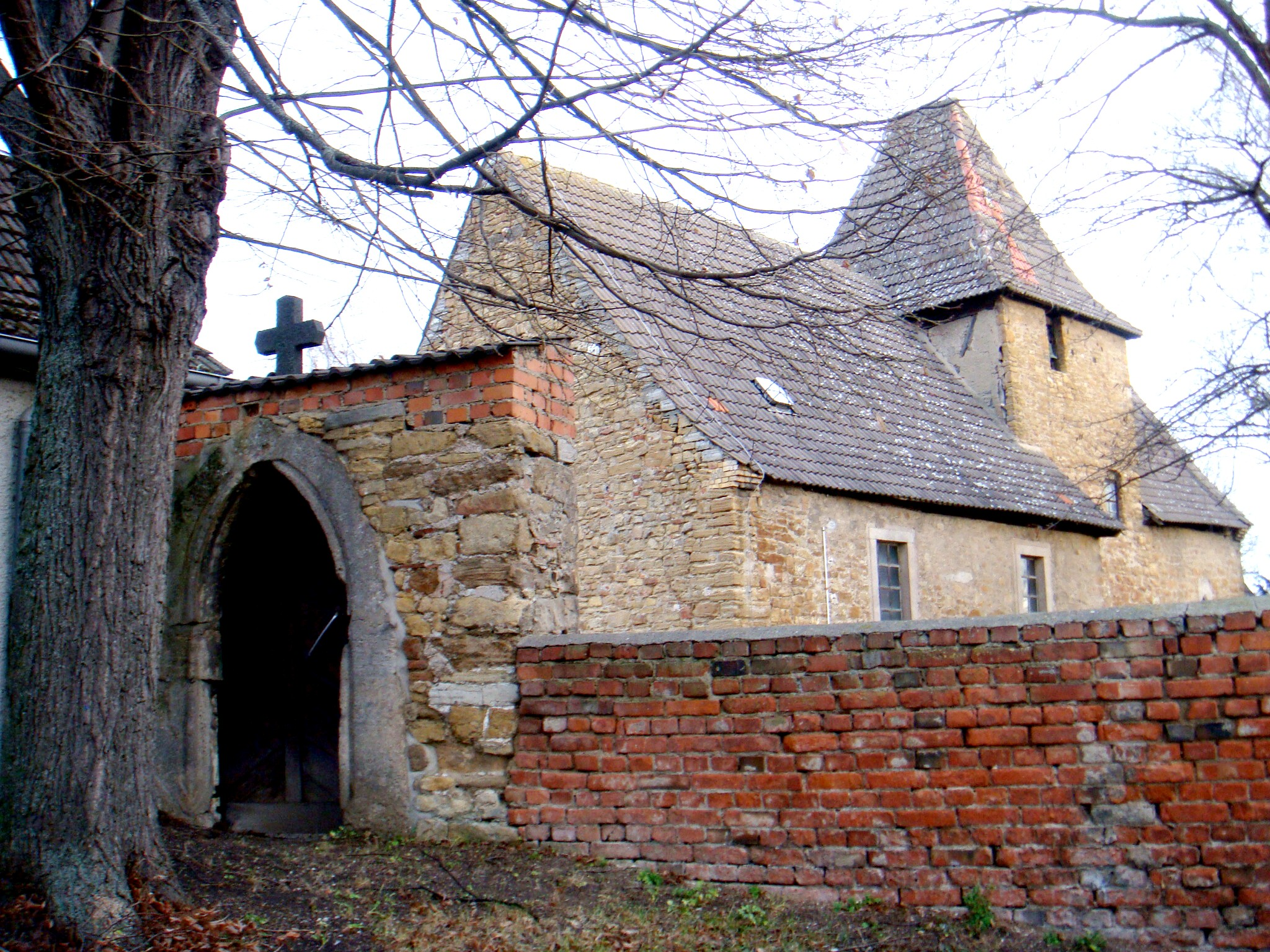
Evangelische Dorfkirche

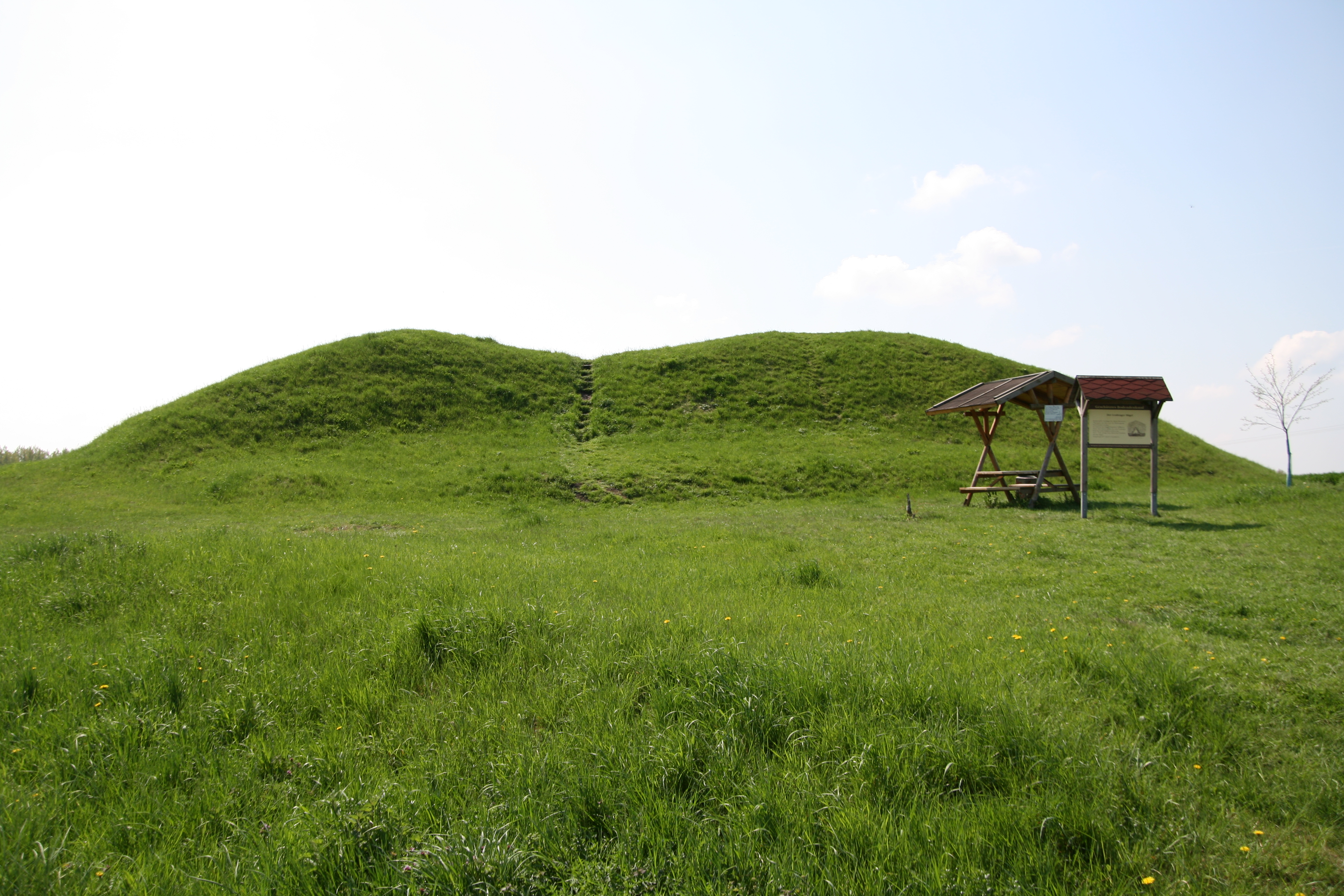
Leubinger Hügel bei Stödten

- Das bekannteste Wahrzeichen des Ortes ist der Grabhügel von Leubingen – ein reich ausgestattetes Elitegrab der Bronzezeit und Bodendenkmal.
- Die Dorfkirche Unser lieben Frauen wurde der Mutter Jesu geweiht.

## Einwohnerzahlen
Entwicklung der Einwohnerzahl:
| - 1900 – 169 - 1933 – 164 - 1939 – 159 - 2005 – 101 - 2010 – 102 - 2016 – 95 - 2020 – 89 - 2022 – 96 |

## Söhne und Töchter des Ortsteils
- Christian Otto von Helmolt (1658–1727), Obristleutnant und Kammerrat